# Centre de documentation sur l'histoire du national-socialisme

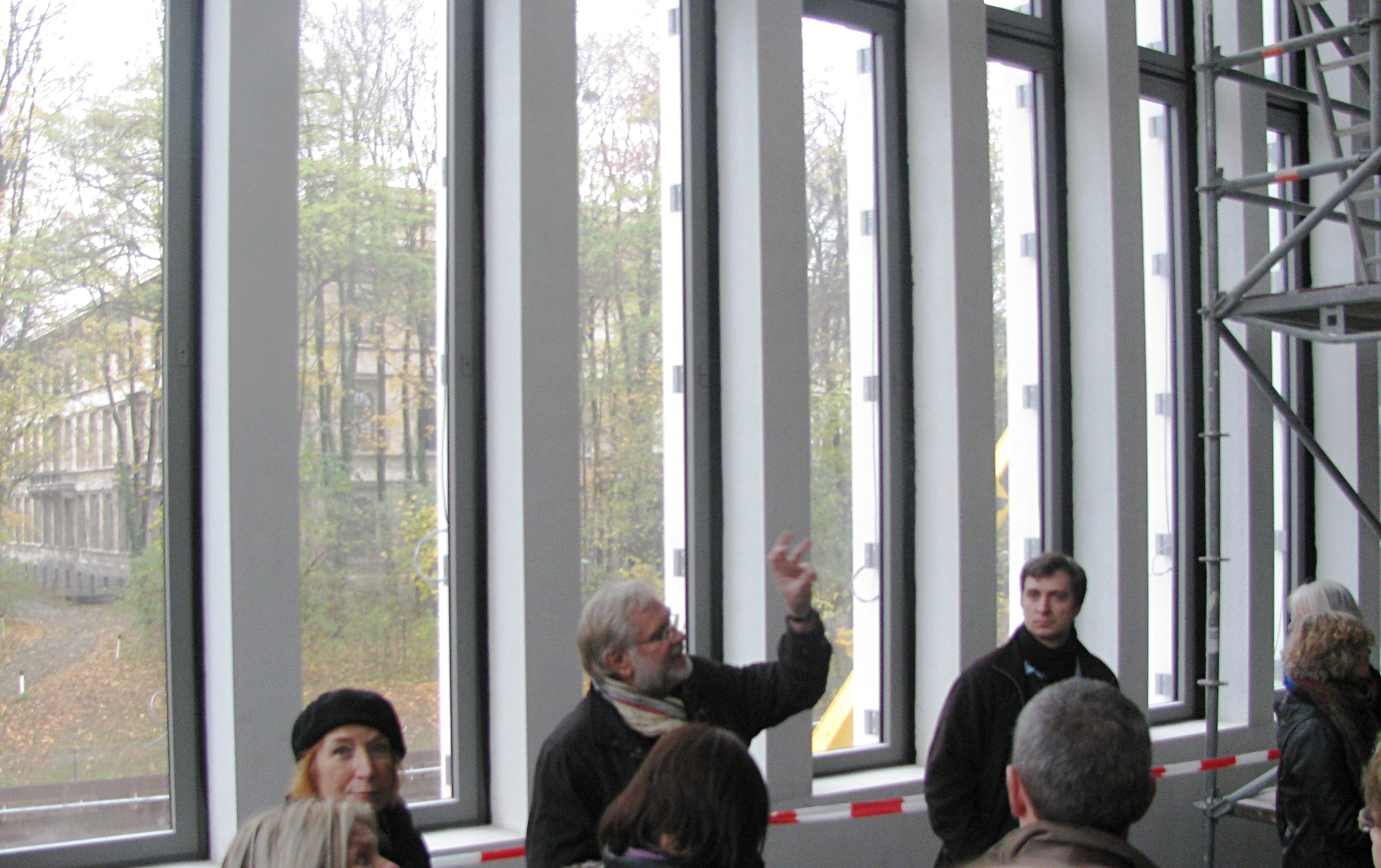
Visite des futures salles d'exposition pendant le chantier

Le Centre de documentation sur l'histoire du national-socialisme (NS-Dokumentationszentrum München – Lern- und Erinnerungsort zur Geschichte des Nationalsozialismus en allemand) est un lieu d'information et de recherche crée et géré conjointement par la ville de Munich, l'État libre de Bavière et le gouvernement fédéral allemand.
Le centre de documentation sur le national-socialisme apporte des explications sur l'histoire et les suites du régime nazi, ainsi que sur les orientations futures de la société. Il est le résultat d'un important travail d'histoire politique et se situe à l'endroit précis où se trouvait la maison brune, le siège du NSDAP. Une partie importante de l'exposition est consacré au rôle de Munich, en tant que « Hauptstadt der Bewegung », dans l'ascension du NSDAP et dans l'établissement du nazisme. Sa programmation est fortement adressée aux classes d'écoles et aux personnes plus âgées.
Le centre fut ouvert au public à l'occasion du 70e anniversaire de la libération de Munich, le 30 avril 2015.

## Histoire
La ville de Munich est un lieu très particulier dans l'histoire du national-socialisme. C'est en effet dans cette ville que le parti fut fondé et qu’eut lieu le premier putsch d'Hitler ; une fois que les nazis arrivèrent au pouvoir, Munich resta le siège du parti nazi et de administration jusqu'à la fin de la guerre.

### Premières réflexions après 1945

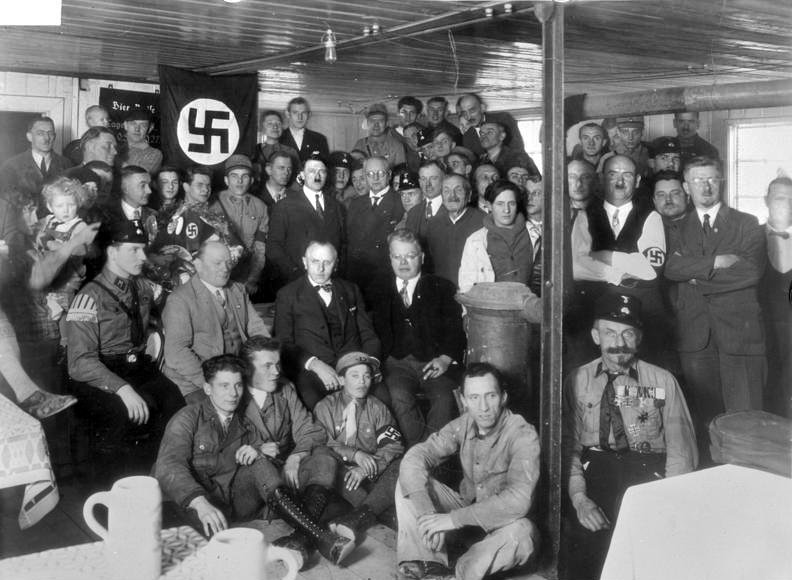
Hitler, à l'inauguration de la « maison brune », Munich, 1930

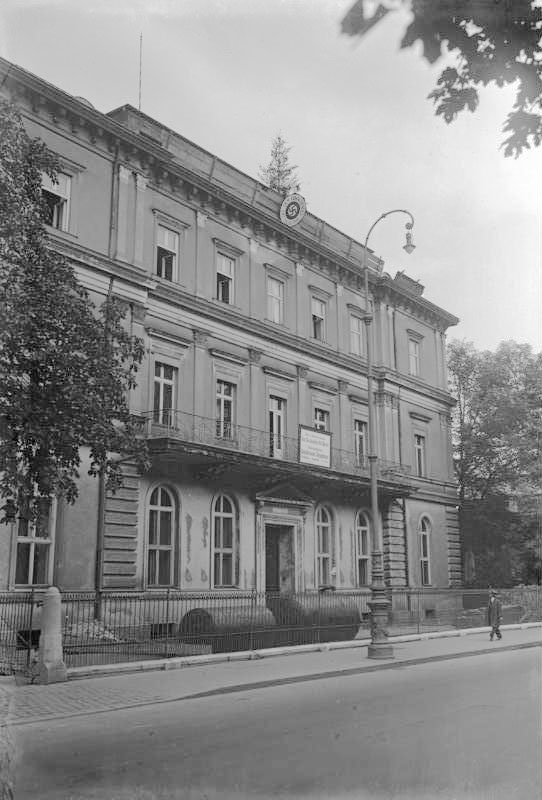
La « maison brune », Munich, 1935

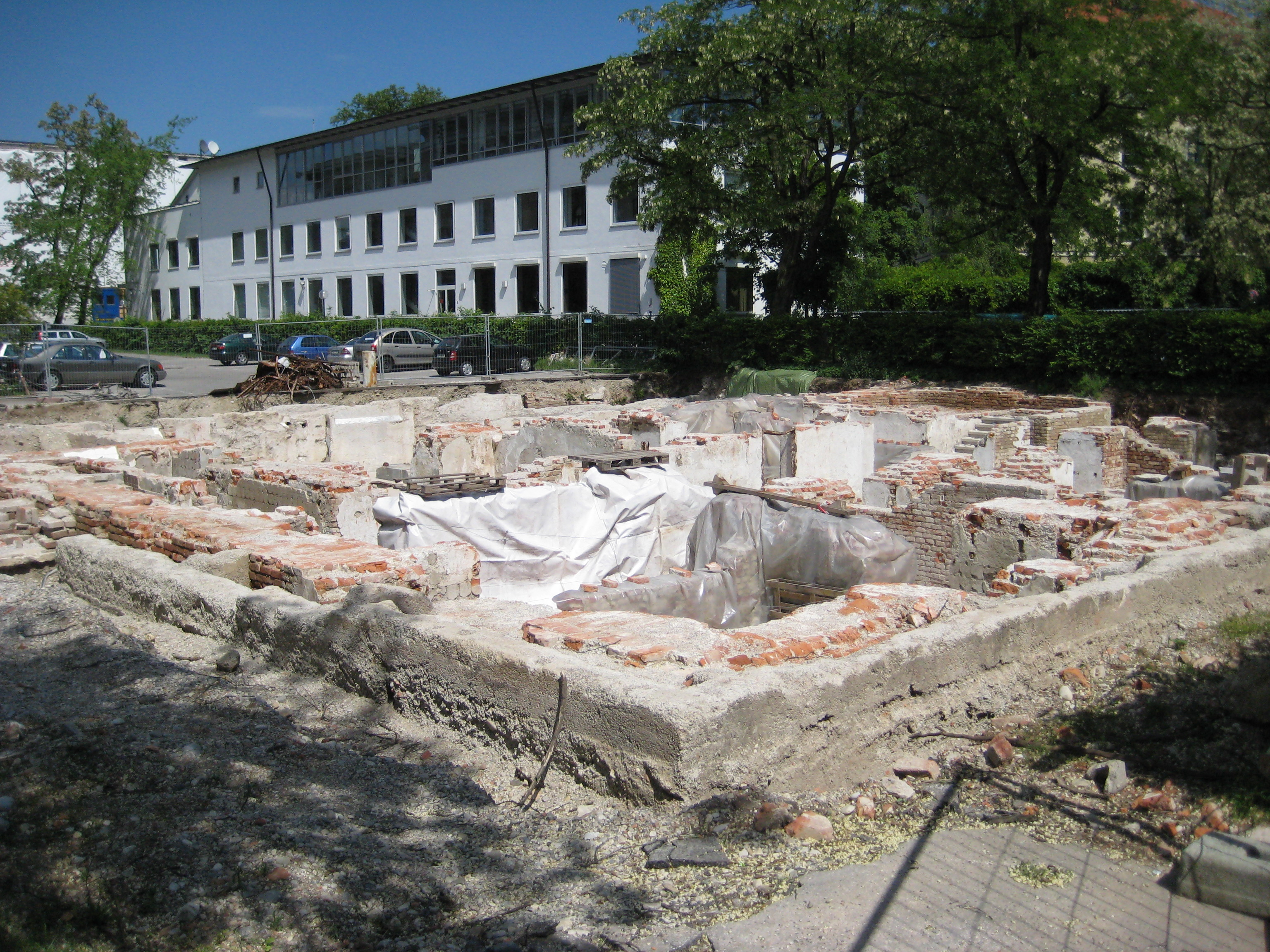
Fondations de la « maison brune », Munich, 2007

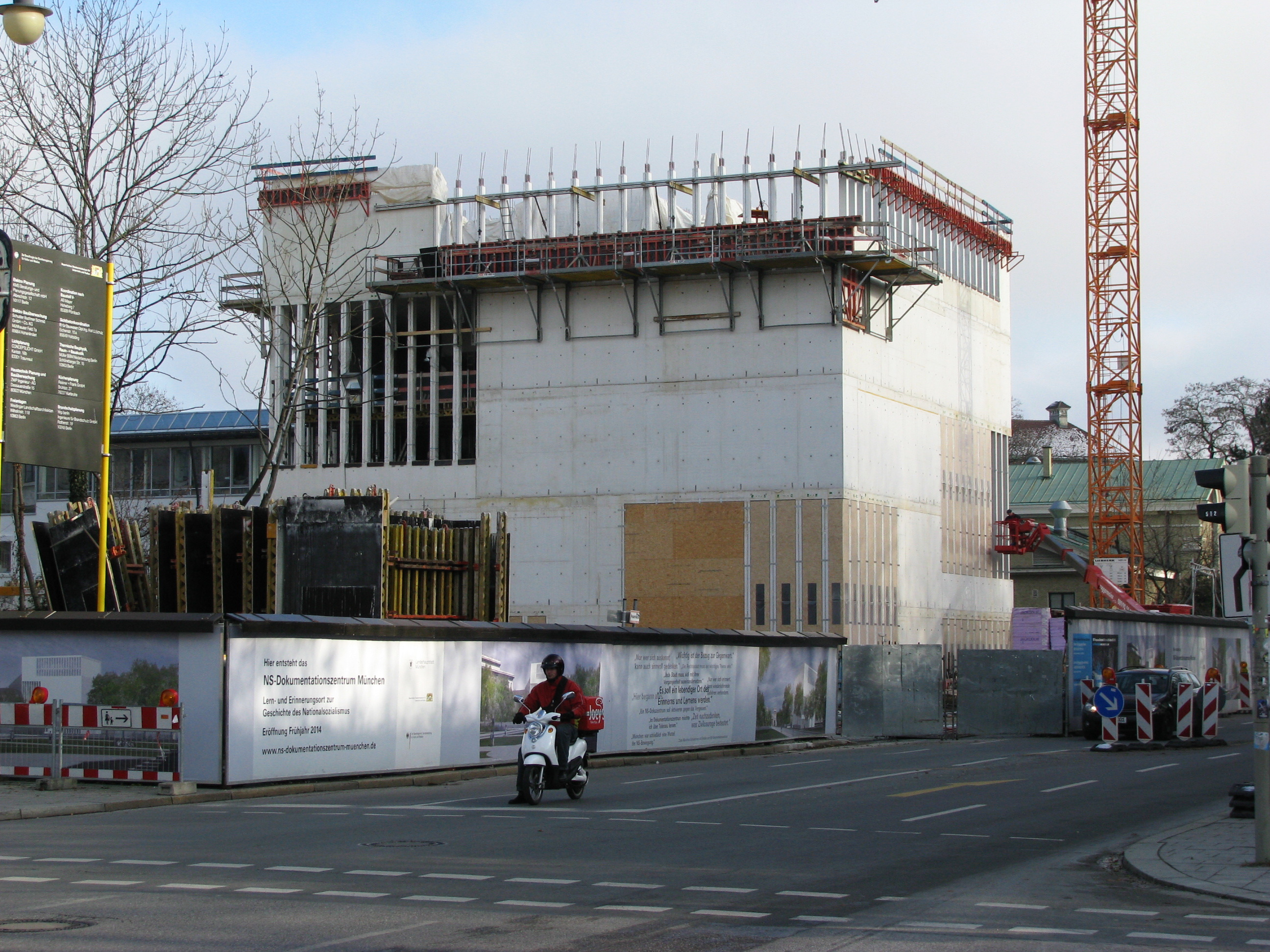
Chantier du centre de documentation, Munich, décembre 2012

À l'issue de la seconde guerre mondiale, les forces d'occupations américaines, établies en Bavière, détruisent tous les symboles du national socialisme comme les Reichsadler et les Svastika. Certains bâtiments nazis ne furent pas détruits (comme le Führerbau) et furent simplement abandonnés dans un premier temps ; d'autres, comme le temple de l'honneur (Ehrentempel) sur la Königsplatz furent dynamités en 1947. Il y eut beaucoup de débats concernant ces décisions de destruction ou de conservation, et de ce qui serait le plus approprié pour éviter les commémorations néonazies et avoir des lieux consacrés au rappel de l'histoire. Directement après la guerre, la question s'était posée de savoir si l'on devait construire un édifice lié au souvenir, mais rien n'alla dans ce sens pendant de longues années.

### Tentative en 1989
À partir de 1988, un groupe d'initiative citoyenne s'engagea pour l'établissement d'un lieu de souvenir du National-socialisme à Munich. Winfried Nerdinger, qui sera plus tard le directeur de la fondation, en faisait partie. Le parlement de la ville entérina l'idée de l'édification d'une « maison de l'histoire de la ville ». On savait alors déjà que l'ancien emplacement de la « maison brune » sur la Brienner Straße serait optimal : il était en effet libre depuis la fin de la guerre et idéalement situe en plein centre ville, sur la Königsplatz. Le projet ne fut pourtant pas concrétisé.

### Nouvelle approche dans les années 1990
Peu de temps après, au début des années 1990, la ville de Munich voulait de plus en plus établir un lieu d'exposition et d’évènements lié à son histoire national-socialiste. Elle promut alors une initiative citoyenne pour un travail de mémoire.

### Décision de 2001
Le parlement de la ville de Munich décida donc en 2001 la construction d'un centre de documentation consacré au national-socialisme. Six mois plus tard, l'État libre de Bavière se joint à ce projet. Quatre symposiums furent organisés et ouverts aux citoyens.
La ville alloua des ressources importantes au projet à partir de 2003. L'intention de ce centre de documentation était aussi de mettre l'accent sur le futur et sur l'histoire de toute l'ancienne Allemagne. Le travail spécifique à l'histoire de la ville de Munich fut réalisé en coopération avec le Münchner Stadtmuseum, qui ouvrit des salles consacrés à l'histoire moderne, comme approfondissement des éléments de commémoration. En juin 2008, l'exposition permanente « Le national-socialisme à Munich - les chiffres de la mémoire » (Nationalsozialismus in München – Chiffren der Erinnerung), sur l'émergence et la domination du national-socialisme fut ouverte au Münchner Stadtmuseum.
À partir de 2005, l'équipe scientifique de la commission culturelle de la ville de Munich commença la conception du centre de documentation en s'adjoignant trois groupes de spécialistes : une commission politique, une commission économique et une commission administrative. La question de l'emplacement fut réglée à la fin de l'année, l'État libre de Bavière, récipiendaire de tous les biens du parti nazi et de ses dignitaires, mit gracieusement à disposition le terrain de l'ancienne « maison brune » pour y édifier le centre de documentation. Un concours d'architecture concernant le bâtiment fut organisé en avril 2008 par le parlement de la ville.
Le contrat de construction a été signé en juin 2009, il établit la coopération tripartite de la ville de Munich, de l'État de Bavière et du gouvernement fédéral allemand dans la mise en place du centre de documentation. Ce contrat engage les trois partenaires au financement à parts égales des 28,2 millions d'euros de coûts de construction. Il stipule aussi qu'en cas de dépassement, la ville de Munich assurerait les frais supplémentaires, et qu'elle se chargera seule des frais de fonctionnement, d’entretien et d'administration du centre après son édification.
Le chantier débuta finalement en 2011, avec la pose symbolique de la première pierre le 9 mars 2012.

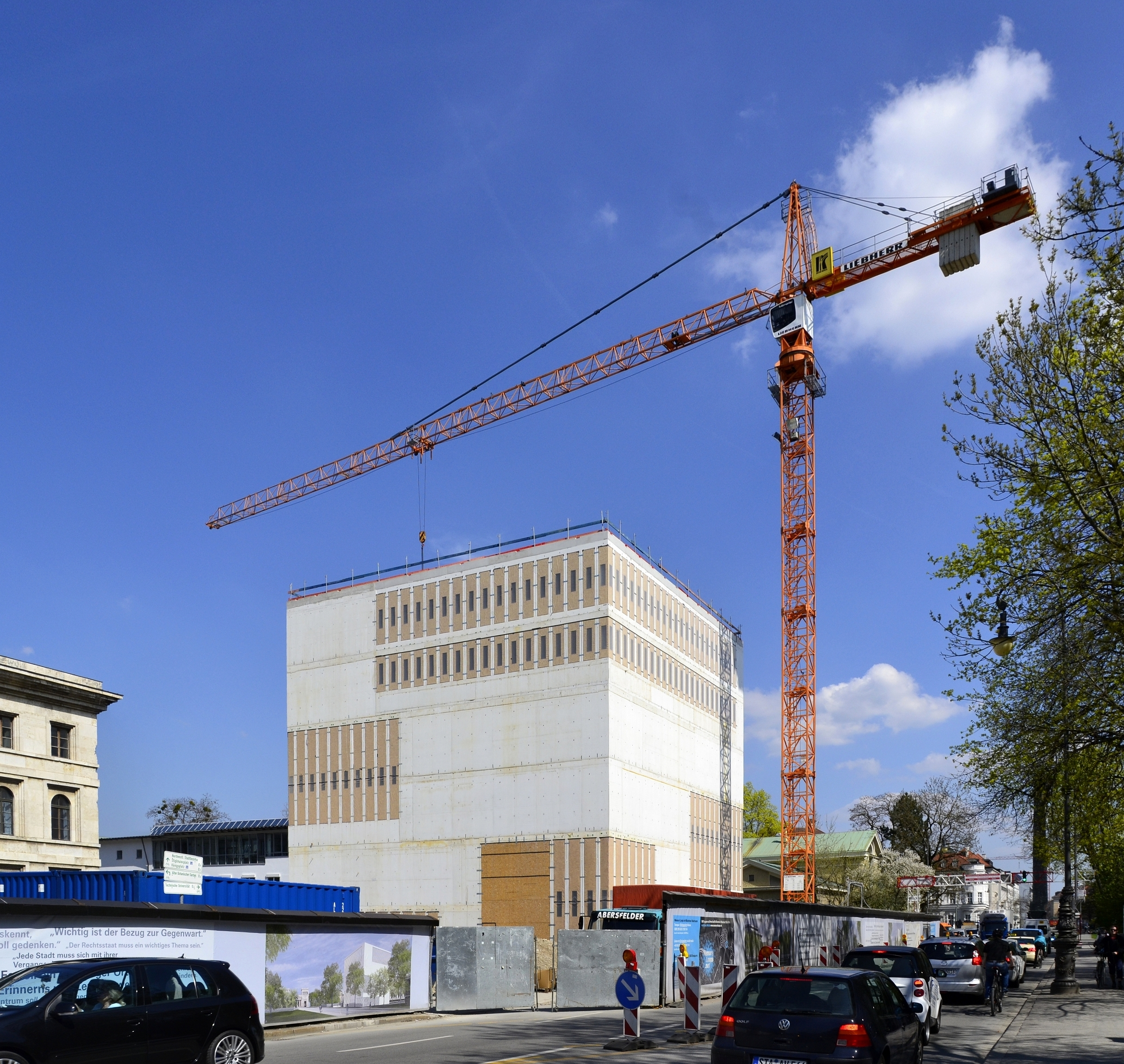
Le centre de documentation en chantier, en avril 2013

### Difficultés à trouver une dénomination
La question du nom à attribuer au nouveau centre de documentation créa une certaine controverse. Les différentes associations et partis politiques avaient en effet des avis divergents.
Au cours du conseil municipal de mars 2011, le service culturel et le SPD ont critiqué le choix du le sigle « NS » au lieu de « national-socialiste » en toutes lettres, car ce sigle faisait partie du langage usuel des nazis. De plus, « NS » ne signifie rien pour les étrangers qui ne l'utilisent pas. Enfin, Hans-Georg-Küppers (SPD) a souligné que les étrangers pourraient croire à tort qu'il s'agit d'un « centre national-socialiste ».
La directrice initiale du projet, Irmtrud Wojak, a elle-même émis des réserves quant au nom. Le maire Christian Ude partage cet avis et il a raconté que ce choix s'était joué à une voix sans laquelle le nom n'aurait pas comporté le préfixe « NS ». La présidente de la communauté israélite, Charlotte Knobloch déclara trouver cet acronyme « absolument déplacé », car appartenant au langage des coupables.
Ces critiques n'ont finalement pas trouvé d'écho ensuite au sein du parlement de la ville.

## Conception et Pédagogie

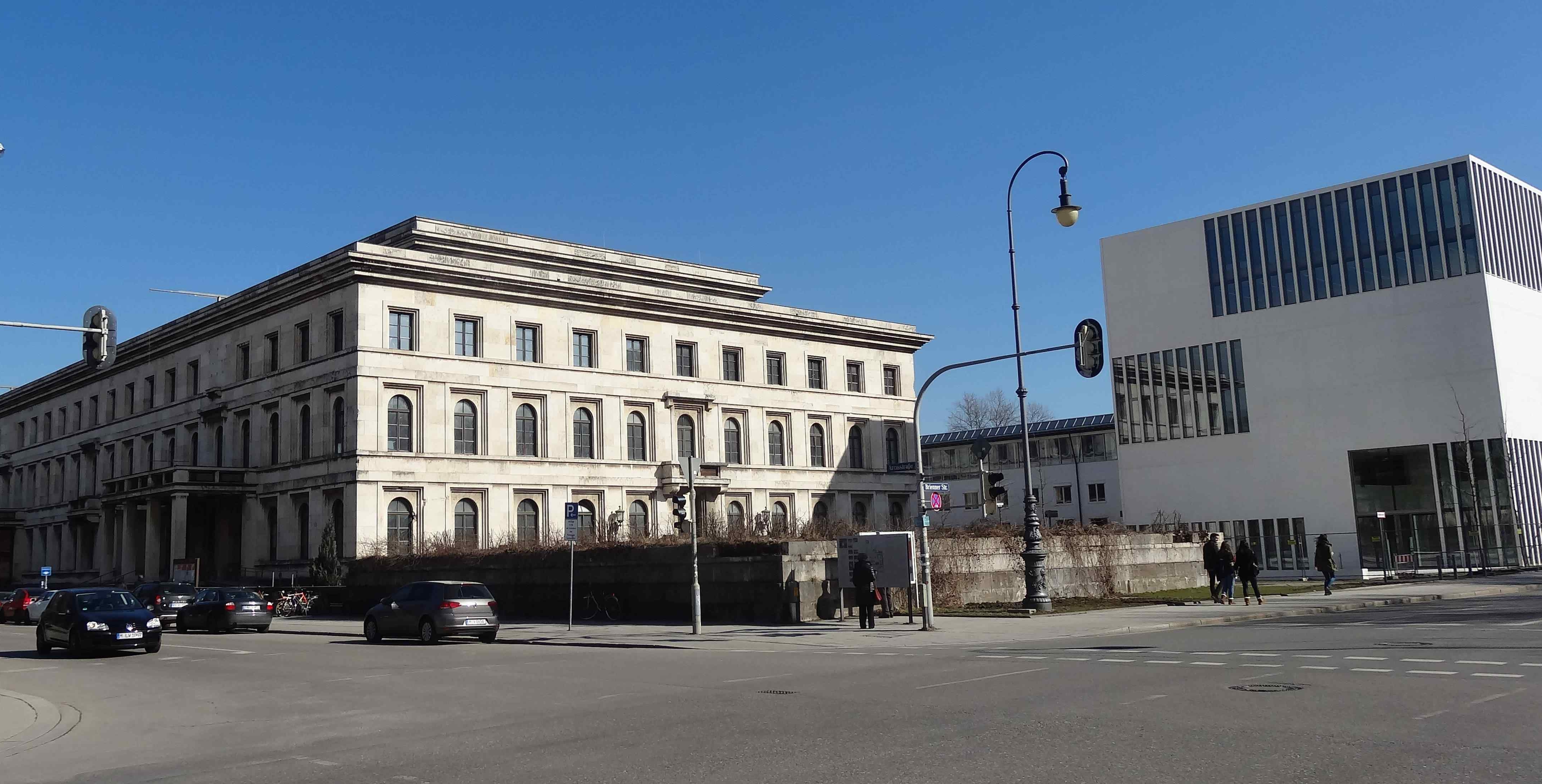
Le centre de documentation, à côté de l'ancien « temple de l'honneur » et du « Führerbau », aujourd'hui la Hochschule für Musik und Theater München

Le centre de documentation du national-socialisme devrait devenir un lieu central de mémoire et d'enseignement, en particulier du fait de la topographie de la Königsplatz – épicentre du nazisme, avec la maison brune, le Führerbau et le temple de l'honneur. Le centre de documentation est un maillon important du réseau des lieux de mémoire et d'étude de l'histoire du nazisme présent dans toute l'Allemagne. Ces lieux ont une mission d'enseignement historique, mais surtout une vocation de questionnement politique tourné vers le futur.
Un accent particulier est mis ici sur le rôle du Munich comme « Hauptstadt der Bewegung » dans l’ascension et l'établissement du NSDAP. Cette partie se fait sous forme ouverte d'examen critique de l'histoire, avec l'objectif de former une citoyenneté sensible aux questions des droits fondamentaux.
Ce lieu d'enseignement se veut partager les valeurs de tolérance et de démocratie, avec le message qu'elles ne sont jamais acquises et qu'il faut les faire vivre pour les conserver.

### Débats sur le concept
Le concept même du centre de documentation a aussi été l'occasion de débats houleux au sein des élus et des équipes scientifiques. Cette controverse conduira en octobre 2011 au renvoi de la directrice Irmtrud Wojak par l'adjoint chargé de la culture, Hans-Georg Küppers (SPD). Ce renvoi a été décidé unanimement par les équipes scientifiques et les élus, du fait du manque de dialogue de Wojak.
Küppers recomposa donc un comité de direction scientifique de quatre personnes, qui préparèrent une nouvelle approche au début de l'année 2012. Ce comité fut unanimement salué pour son travail. Il se compose de :
- Hans Günter Hockerts, professeur titulaire d'histoire à l'université Louis-et-Maximilien de Munich jusqu'en 2009 ;
- Marita Krauss, professeur d'histoire de Souabe et de Bavière à l'université d'Augsbourg ;
- Peter Longerich, professeur au Royal Holloway de l'université de Londres, qui y est directeur du centre de recherche pour l'holocauste et l'histoire du vingtième siècle ;
- Winfried Nerdinger, directeur du musée d'architecture de l'université technique de Munich, historien de l'architecture et président de l'académie bavaroise des beaux-arts[6].

En attendant de trouver un remplaçant à Irmtrud Wojak, l'intérim fut confié à Angelika Baumann, directrice des services culturels de la ville. Bien qu'elle ne reprit pas la fonction représentative de sa prédécesseur, elle fut une interlocutrice centrale entre les services municipaux et les comités scientifiques durant l'élaboration du concept du centre. Le service de la communication des services culturels prirent en charge toutes les demandes liées au centre de documentation.

### Nouveau concept et nouveau directeur
Le concept développé par le collège de direction fut accepté par un vote par la commission culturelle de la ville en 2012, puis rendu public. En mars 2012, Hans-Georg Küppers annonça la nomination de Winfried Nerdinger comme directeur du centre de documentation. Jusqu'à son investiture officielle en juillet 2012, il n'était que primus inter pares de l'équipe des quatre spécialistes ayant conçu le programme du musée.
Au début de l'année 2013, Nerdinger surprit le public en repoussant l'ouverture de novembre 2014 au printemps 2015.
L’inauguration officielle eut finalement lieu le 30 avril 2015. Dès le 1er mai, le centre de documentation était ouvert au public.

### Concept
Le centre de documentation s'adresse à toute la population de Munich, ainsi qu'aux visiteurs de la région et aux étrangers. Le bâtiment et l'exposition sont conçus pour recevoir entre 250 000 et 300 000 visiteurs annuels, dont les écoliers représenteront une large part.
Un parallèle est fait au travers du bâtiment actuel entre son usage et l'ancienne centrale du NSDAP ainsi que sa fonction de représentation. L'exposition en elle-même s'articule ensuite sur deux interrogations centrales : « Pourquoi à Munich ? » et « En quoi cela me concerne-t-il aujourd'hui ? ».
L'exposition permanente est découpée en trente-quatre espaces principaux et conçue pour être vue en une heure trente pour les nouveaux visiteurs. Pour chaque aspect ou élément présenté se trouve un tableau en grand format, ainsi que des indications d'approfondissement multimédias. Les thèmes abordés comprennent entre autres les évènements historiques ayant conduit à un besoin de souvenir durant l'après-guerre et la continuité des idées racistes et d'autres éléments du totalitarisme nazi à notre époque. Les références locales et biographiques sont particulièrement mises en avant. 
Au sous-sol se trouve un forum d'apprentissage, les visiteurs peuvent y approfondir eux-mêmes l'exposition, notamment grâce à une bibliothèque comportant près de trois mille livres et vingt-quatre stations de recherche. Les stations de recherche permettent d'avoir des informations interactives sur de nombreux thèmes, évènements, lieux et personnes ; elles offrent aussi accès à un lexique de plus de mille articles sur des sujets abstraits ou concrets liés aux thèmes du musée. Cette exposition interactive du forum fut conçue dans le cadre d'un projet de recherche de l'université technique de Munich.
On peut approfondir l'exposition dans le cadre d'un programme public d'enseignement en partenariat avec la Volkshochschule de Munich depuis 2011.

## Le bâtiment
Le concours d'architecture de 2009 recueillit 48 projets, avec un premier prix, deux prix secondaires et un prix spécial pour effort exceptionnel. Le projet gagnant a été présenté par le cabinet d'architecture berlinois de Georg Scheel Wetzel, qui fut ensuite retravaillé avec le jury.
La partie émergée du bâti à l'apparence d'un cube blanc de 22,5 mètres de côté constitué de six niveaux en surface et de deux sous-sols. L'extérieur comme l'intérieur du bâtiment est en béton brut blanc spécialement conçu à cette occasion. Les ouvertures des façades sont des groupes de grandes lames vitrées s’étendant sur deux étages. Les plafonds, planchers, et tous les éléments extérieurs à la structure du bâtiment sont de couleur uniforme correspondant à celle du béton blanc.
Le rez-de-chaussée est utilisé comme foyer, les quatre premiers étages sont dédiés aux espaces d'exposition et le dernier étage accueille des bureaux et salles de réunion. L'exposition permanente commence au quatrième étage, auquel on accède via un ascenseur depuis le foyer. Les visiteurs parcourent les différents niveaux de l'exposition via un escalier jusqu'au premier, réservé aux expositions temporaires. Les ascenseurs, le large escalier des visiteurs, un second escalier de secours et des petites salles sont regroupées au centre du bâtiment.
Les deux sous-sols occupent une surface deux fois plus grande que celle du cube. Ils comportent une salle de conférence pouvant accueillir 200 visiteurs. En plus du forum d’apprentissage et de la salle de conférence, les sous-sols accueillent des petites salles d'exposition ainsi que les locaux techniques.

## Concours d'art
Le concours lié au 1% artistique eut lieu en 2012 et reçut dix candidatures. Le premier prix fut remporté par les frères Emanuel et Benjamin Heisenberg, ainsi que Elisophie Eulenburg.

## Espace de Neuaubing
Il fut décidé en novembre 2011 que l'ancien camp de travail de Neuaubing, dans la banlieue de Munich, sera réutilisé comme lieu d'exposition extérieur par le centre de documentation. Le projet d'exposition fut présenté en 2014 : l'espace devrait être spécialement aménagé pour accueillir des écoliers en classe verte, autour de l'histoire des Ukrainiens qui y furent déportés entre 1943 et avril 1945 pour travailler pour la Deutsche Reichsbahn.